# Maymun ibn Qays al-Aixà
Maymun ibn Qays al-Aixà, també conegut com a al-Aixà (en àrab اَلأَعْشَى), al-Aixà dels Qays o al-Aixà dels Bakr (abans de 570-després de 625), fou un destacat poeta àrab cristià del període preislàmic, nascut i mort a Durna, a l'oasi de Manfuha (al sud de Ryad), que era cec per una malaltia.
El làqab o sobrenom d'aquest poeta, al-Aixà, literalment 'el Cec', és compartit per nombrosos poetes preislàmics, raó per la qual s'acostuma a indicar la tribu a la qual pertany per tal de poder-lo distingir. Com que Maymun era de la tribu de Qays ibn Thàlaba dels Bakr ibn Wàïl, tant és conegut com a Aixà Bani Qays o al-Aixà dels Qays, literalment 'el Cec dels Qays', com ho és per Aixà Bani Bakr o Al-Aixà dels Bakr, 'el Cec dels Bakr'.
Va estudiar a Hira i, com a mercader, va viatjar a diversos països, però en quedar-se cec va haver de viure dels seus panegírics i va estar amb Ilyas ibn Kabisa de Hira (mort el 611), amb Qays ibn Makidarab a l'Hadramaut, amb el xeic de Jaww, Hawdha ibn Alí, a la Yamana, i amb el xeic Xayban ibn Thalaba de la tribu dels Qays ibn Thàlaba. Va jugar un cert paper en la batalla de Dhu Kar (605) i en la substitució dels triomfadors de la batalla recuperant la influència persa.
Algunes de les seves odes estan incloses en el Mual·laqat, recull de poemes preislàmics.